# Best of Def Leppard
Best of Def Leppard – kompilacyjny album brytyjskiego zespołu Def Leppard, wydany w 2004 w roku.

## Lista utworów
Dysk pierwszy
1. Pour Some Sugar on Me
2. Photograph
3. Love Bites
4. Let's Get Rocked
5. Two Steps Behind
6. Animal
7. Heaven Is
8. Rocket
9. When Love & Hate Collide
10. Action
11. Long, Long Way to Go
12. Make Love Like a Man
13. Armageddon It
14. Have You Ever Needed Someone So Bad
15. Rock of Ages
16. Hysteria
17. Bringin' On the Heartbreak

Dysk drugi
1. Rock Rock ('Till You Drop) – 3:55
2. Waterloo Sunset – 3:44
3. Promises – 3:59
4. Slang – 2:37
5. Foolin' – 4:34
6. Now – 3:59
7. Rock Brigade – 3:08
8. Women – 5:42
9. Let It Go – 4:42
10. Too Late for Love – 4:27
11. High 'n' Dry (Saturday Night) – 3:26
12. Work It Out – 4:45
13. Billy's Got a Gun – 5:00
14. Another Hit and Run – 4:58
15. Stand Up (Kick Love into Motion) – 4:26
16. Wasted – 3:48
17. Die Hard the Hunter – 6:17

## Pozycje na listach
| Kraj            | Pozycja |
| --------------- | ------- |
| Wielka Brytania | 6       |
| Norwegia        | 7       |
| Szwecja         | 19      |